# 塩化ラジウム
塩化ラジウム（Radium chloride）は、RaCl2で表されるラジウムの塩化物である。最初に純粋な形で単離されたラジウムの化合物であり、マリ・キュリーがバリウムから初めてラジウムを分離する元になったことでも知られている。金属ラジウムの初めての単離は、水銀陰極を用いて塩化ラジウム水溶液を電気分解することで行われた。

## 製法
塩化ラジウムは、二水和物として溶液中で結晶化し、 100 °C の熱風で1時間加熱した後、520 °C のアルゴン中に5時間半置くことで脱水される。他の陰イオンがある場合は、塩化水素の存在下で行われる。

## 特徴
塩化ラジウムは白色固体で、加熱すると青緑色の蛍光を発する。他の第2族元素の塩化物と比べて水には溶解しにくく、この性質は分別結晶化によってバリウムからラジウムを分離する第一段階として用いられる。共沸性の塩酸にはわずかに溶解するが、濃塩酸にはほとんど溶けない。
気体状の塩化ラジウムは、その他の第2族元素ハロゲン化物と同様に、RaCl2分子として存在する。気体は可視光スペクトルの 676.3 nm と 649.8 nm（赤色）に強い吸収を示す。塩素とラジウムの間の結合解離エネルギーは2.9電子ボルト、結合長は 292 pmと推測されている。

## 利用
塩化ラジウムは現在でも、閃ウラン鉱からラジウムを抽出する際に、バリウムからラジウムを分離する第一段階に用いられている。数トンの鉱石から取れるラジウムは数ミリグラムであり、臭化ラジウムやクロム酸ラジウムを使う方法と比べ、大量の鉱石を処理するには収率は良くないが、安価である。
また、2015年現在、ラジウムの同位体のうちラジウム223の塩化物（223RaCl2）は、例えば骨転移した前立腺癌に対して、治療目的で使用されることもある。223Raは半減期約11.4日で大部分がα崩壊し、ごく一部はクラスタ崩壊を起こすという形で放射線を出す。ガンの骨転移部分というのは骨代謝が速くなっており、ここに骨の構成成分の1つであるカルシウムと類似した化学的性質を持つラジウムは、カルシウムと同様に骨、特に骨代謝の速い部分へと取り込まれやすい。この性質を利用して、なるべく骨転移部分に線量を集中させる狙いで投与される。ただし、この治療法を実施すれば、患者は必ず内部被曝し、副作用も生ずるなど欠点も存在する。